# Bartramia brittoniae
Bartramia brittoniae là một loài rêu trong họ Bartramiaceae. Loài này được Renauld & Cardot E. Britton mô tả khoa học đầu tiên năm 1896.